# Saison 5 de Bleach
Cet article présente la saison 5 de Bleach.

## Saison 5
Cette saison a été diffusée du 8 août 2006 au 4 janvier 2007 (épisodes 92 à 109) sur TV Tokyo. Elle est composée de 18 épisodes.
Le générique d'ouverture intitulé Rolling Star est interprété par la chanteuse Yui. Les personnages sont dans une vie humaine mais toujours prêts à se battre contre leurs ennemis. Ce générique d'ouverture commence qu'à partir de l'épisode 98, et non à partir de l'épisode 92.
Le premier générique de fin (épisodes 98 à 109) nommé Baby It's You est interprété par le chanteur June. Les personnages sont en groupe. Les couleurs dominantes sont l'ocre et ses variantes.
Le deuxième générique de fin (épisodes 110 à 120) prénommé Sakura Biyori est interprété par Mai Hoshimura. Comme souvent, il y a des pétales de fleurs de cerisier. Les Vizards défilent dans la tête d'Ichigo. L'équipe de Shinigami est venue dans le monde réel.
| No | Titre français                                                                  | Titre japonais                 | Titre japonais                                     | Date de 1re diffusion |
| No | Titre français                                                                  | Kanji                          | Rōmaji                                             | Date de 1re diffusion |
| --- | ------------------------------------------------------------------------------- | ------------------------------ | -------------------------------------------------- | --------------------- |
| 92 | De retour dans le monde des Shinigami !                                         | 死神世界への突入、再び         | Shinigami Sekai heno Totsunyuu, Futatabi           | 8 août 2006           |
| Les Bounts attaquent le Seireitei. Ils sont suivis par Ichigo, Rukia, Chad, Orihime, Yoruichi, Lilin, Claude, Nova... et Kon qui sont déterminés à arrêter ces dangereux ennemis. Note : Cet épisode débute l'arc mineur « La Soul Society ». |                                                                                 |                                |                                                    |                       |
| 93 | L'Assaut des Bounts ! Chaos dans les treize Divisions                           | バウント強襲！激震の護廷十三隊 | Bounto Kyoushuu! Gekishin no Gotei Juusan tai      | 15 août 2006          |
| 94 | La Décision de Hitsugaya ! L'heure de la confrontation approche                 | 日番谷の決意！激突の時迫る     | Hitsugaya no Ketsui! Gekitotsu no Tokisemaru       | 22 août 2006          |
| 95 | Byakuya dans la bataille ! La danse des fleurs de cerisiers qui déchire le vent | 白哉出陣！風を裂く桜の舞       | Byakuya Shutsujin! Kaze wo Saku Sakura no Mai      | 5 septembre 2006      |
| Byakuya affronte Kariya. Qui sortira vainqueur entre le capitaine utilisant son Senbonzakura et le Bount utilisant des techniques de Vent ? |                                                                                 |                                |                                                    |                       |
| 96 | Ichigo, Byakuya, Kariya, le combat des trois extrêmes !                         | 一護・白哉・狩矢､ 三極の戦い!  | Ichigo, Byakuya, Kariya, Sankyoku no Tatakai!      | 12 septembre 2006     |
| Ichigo et Byakuya combattent Kariya et réussissent à le blesser légèrement à plusieurs reprises. Cependant, il se régénère grâce aux particules spirituelles. Le combat est ensuite interrompu avec l'apparition et la rencontre de Ran'Tao, la shinigami qui a malencontreusement créé les Bounts. |                                                                                 |                                |                                                    |                       |
| 97 | Hitsugaya passe à l'attaque ! Abattre les ennemis dans la forêt                 | 日番谷出撃！森の中の敵を斬れ   | Hitsugaya Shutsugeki! Mori no Naka no Teki wo Kire | 19 septembre 2006     |
| Kariya réussit à rallier à sa cause les habitants du Rukongai les plus dangereux : ceux du quartier de Kusajishi. Avec Kôga et Ichinose, ils convainquent le chef d'une taverne et ses hommes de se rebeller contre le Seireitei. Les Shinigami rejoignent la forêt où sont rassemblés les troupes des Bounts. Malheureusement, ils arrivent trop tard et l'assaut est lancé sur le Seireitei, les habitants de Kusajishi utilisant leur force de nombre pour lever les portes du Seiretei avec des machines de guerre avant d'être trahis par les Bounts. |                                                                                 |                                |                                                    |                       |
| 98 | Clash ! Zaraki Kenpachi contre Ichinose Maki !                                  | 激突！更木剣八VS一之瀬真樹     | Gekitotsu! Zaraki Kenpachi VS Ichinose Maki        | 4 octobre 2006        |
| Ichinose rencontre enfin l'homme qu'il veut tuer : Zaraki. Le pouvoir de son zanpakutô force le capitaine a enlever le bandeau de son œil mais Kenpachi Zaraki reste fidèle à lui-même et sort vainqueur du combat. |                                                                                 |                                |                                                    |                       |
| 99 | Shinigami contre Shinigami ! Une puissance écrasante                            | 死神VS死神！暴走する力         | Shinigami VS Shinigami! Bousou Suru Chikara        | 11 octobre 2006       |
| Les Bounts sont dans le Seireitei. Soi Fon est blessé par un Bitto lancé par un de ses propres ninjas. |                                                                                 |                                |                                                    |                       |
| 100 | Soi Fon meurt ?! La Dernière Unité mobile secrète                               | 砕蜂死す？隠密機動の最後       | Soifon Shisu? Onmitsukidou no Saigo                | 18 octobre 2006       |
| Les ninjas de Soi Fon sont contrôlés par Ritz, la doll de Mabashi. La capitaine est sur le point de mourir mais elle parvient à combattre et blesse Mabashi avec le pouvoir de son zanpakutô. Mabashi étant affaibli par sa blessure, sa doll Ritz refuse de lui obéir et l'attaque pour le tuer. |                                                                                 |                                |                                                    |                       |
| 101 | Le Bankai de Mayuri ! Sawatari, le clash des démons                             | マユリ卍解!!沢渡・悪魔の激突   | Mayuri Bankai! Sawatari, Akuma no Gekitotsu        | 1er novembre 2006     |
| Mayuri Kurotsuchi affronte le vieux Sawatari. Il espère faire de Sawatari son cobaye. Après s'être fait dévorer la moitié du corps par Baura, il gagne le combat avec son puissant poison. |                                                                                 |                                |                                                    |                       |
| 102 | Le Dernier Quincy ! L'Explosion du pouvoir                                      | 最後のクインシー！暴発する力   | Saigo no Kuinshii! Bouhatsusuru Chikara            | 8 novembre 2006       |
| Uryû affronte Yoshi mais ne semble pas maîtriser totalement les pouvoirs de son artefact. |                                                                                 |                                |                                                    |                       |
| 103 | Ishida, les limites repoussées pour attaquer !                                  | 石田、限界を超えて撃て！       | Ishida, Genkai wo Koete Ute!                       | 15 novembre 2006      |
| Uryû parvient finalement à tuer Yoshi avec la pleine puissance de son artefact. |                                                                                 |                                |                                                    |                       |
| 104 | La Lutte de la 10e Division ! L'Éveil de Hyôrinmaru                             | 死闘十番隊！氷輪丸を放て       | Shitou Juu Bantai! Hyourinmaru wo Houte            | 22 novembre 2006      |
| Gô Kôga veut arrêter Kariya car il préfère vouloir changer les mentalités plutôt que d'anéantir le Seireitei. Kariya le blesse et le remercie. A son réveil, Kôga est attaqué par des membres de la 10e division qu'il bat. Il affronte finalement Tôshirô Hitsugaya et est vaincu. |                                                                                 |                                |                                                    |                       |
| 105 | Kariya ! Le Compte à rebours de l'explosion                                     | 狩矢！爆発へのカウントダウン   | Kariya! Bakuhatsu he no Kauntodaun                 | 29 novembre 2006      |
| Kariya compte faire exploser tous les Emblèmes de la Terre Pure du Seireitei pour réduire la Soul Society à néant. Ran'Tao raconte l'histoire de Kariya, ce bount qui a vu ses semblables se faire exterminer par les Shinigami. |                                                                                 |                                |                                                    |                       |
| 106 | Vie et Vengeance ! Ishida, l'ultime décision                                    | 命と復讐！石田、究極の選択     | Inochi to Fukushuu! Ishida, Kyuukyoku no Sentaku   | 6 décembre 2006       |
| Uryû décide de sauver Ran'Tao d'une mort certaine au lieu d'attaquer Kariya grandement affaibli. Ce dernier prépare sa vengeance mais Ichigo s'interpose. Le combat final va commencer. |                                                                                 |                                |                                                    |                       |
| 107 | L'Épée de la furie ! Le Moment de la destruction                                | 振り下ろされた刃！破滅の瞬間   | Furiorosareta Yaiba! Hametsu no Shunkan            | 13 décembre 2006      |
| Kariya libère sa doll, Messer qui est une épée de vent. Il affronte Ichigo sur la colline du Sôkyôku. |                                                                                 |                                |                                                    |                       |
| 108 | La Lamentation du Bount ! La Confrontation finale                               | 哭のバウント！最後の激突       | Dōkoku no baunto! Saigo no gekitotsu               | 20 décembre 2006      |
| Ichinose veut tuer Kariya car il s'est détourné de ses idéaux. Kariya tue Ichinose et continue son affrontement avec Ichigo. Sous les yeux de Renji, Rukia, Yoruichi, Byakuya, Chad, Orihime, Lilin, Claude et Nova, Ichigo parvient à vaincre Jin Kariya. |                                                                                 |                                |                                                    |                       |
| 109 | Ichigo et Rukia, pensées reflétées dans le ciel                                 | 一護とルキア、廻天する想い     | Ichigo to Rukia, kaiten suru omoi                  | 4 janvier 2007        |
| Ichigo explique sa pensée à Renji et à Rukia : selon lui, Kariya voulait mettre fin à sa vie éternelle et à l'existence des Bounts. Note : Cet épisode clôture l'arc mineur « La Soul Society » et l'arc filler majeur « Les Bounts ». |                                                                                 |                                |                                                    |                       |

#### Épisodes japonais
1. 1 2 3 4 5 6  (ja) « Bleach - Épisodes 87 à 97 », TV Tokyo (consulté le 30 novembre 2011)
2. 1 2 3 4 5 6 7 8 9 10 11  (ja) « Bleach - Épisodes 98 à 108 », TV Tokyo (consulté le 30 novembre 2011)
3. ↑  (ja) « Bleach - Épisodes 109 à 120 », TV Tokyo (consulté le 30 novembre 2011)

#### Épisodes français
1. 1 2 3 4 5 6 7 8 9 10 11 12 13 14 15 16 17 18  « Bleach - Épisodes 92 à 109 » sur Anime-kaze.fr, consulté le 15 février 2012